# Сарногоев, Байдылда
Байдылда Сарногоев (14 января 1932, село Будёновка, Таласский район, Таласская область — 19 ноября 2004, Бишкек, Кыргызстан) — советский и киргизский поэт, член Союза писателей СССР (с 1951 года). За заслуги в области литературы был награждён Почётной грамотой Президиума Верховного Совета Киргизской ССР. Лауреат премии Союза писателей Киргизии им. Алыкула Осмонова (1986). Лауреат государственной премии имени Токтогула Сатылганова (2000).

## Биография
Байдылда Сарногоев родился в 1932 году в селе Будёновка Таласского района Таласской области в семье крестьянина. С малых лет был сиротой. Окончив 6 классов в своём колхозе, он поступил в киргизскую среднюю школу №5 имени А. С. Пушкина во Фрунзе. Байдылда с детства увлекался поэзией, писал стихи и слагал песни. В 1945 году, когда ему исполнилось 13 лет, в районной газете «Ленинское знамя» опубликовалось его стихотворение «Весна пришла». С того момента стихи молодого поэта всё чаще и чаще публиковались в республиканской периодической печати. В 1951 его послали в Литературный институт имени А. М. Горького при Союзе писателей СССР. В том же году стал членом Союза писателей СССР. После окончания института с 1956 года Сарногоев работал сначала в редакции журнала «Ала-Тоо» заведующим отделом поэзии, а затем с 1959 по 1973 год работал литературным консультантом Союза писателей Кыргызстана. С 1973 года находился на творческой работе. С 1981 года снизил творческую деятельность. Советский лингвист Д. Н. Шмелёв причислил Сарногоева к «способным авторам».
Первая книга стихотворений Сарногоева «Шумкар» («Сокол») вышла в 1952 году. Этот сборник сразу же сделал его известным. В 1956 году вышел в свет второй сборник поэта «Друзьям». Поэтический сборник «Ашуудан берген отчетум» (1982, 1984 года) («Размышления на перевале») в 1986 году был отмечен литературной премией Союза писателей Киргизии имени Алыкула Осмонова. Произведения Сарногоева отличаются высокой поэтичностью, проникновенным лиризмом. Многие стихотворения поэта переложены киргизскими мелодистами на музыку и пользуются большой популярностью среди слушателей. Его произведения были переведены и изданы на русском языке, отдельные стихотворения опубликованы в печати других республик Союза.
Скончался 19 ноября 2003
года, похоронен на Ала-Арчинском кладбище.

## Память
В 2019 году было присвоено имя Байдылды Сарногоева Дому культуры в сельском округе имени Бекмолдо Ишимова в Таласском районе. В честь такого события в Доме культуры было организовано мероприятие, в котором участвовали депутат Жогорку Кенеша Гулькан Молдобекова, полпред Правительства в Таласской области Марат Мураталиев, аким Таласского района Замир Сыдыков, сын акына Бактыяр Сарногоев и другие. По их словам, «творчество поэта близко к народным песням, а его мысли сразу оседают в памяти, попадают в точку». Присутствующие также отметили, что он был сторонником правды и патриотом.

## Награды
- Орден «Манас» I степени (2002) — за выдающийся вклад в развитие кыргызской литературы[6];
- Медаль «За трудовое отличие» (1 ноября 1958)[2];
- Медаль «Ветеран труда»[2];
- Почётная грамота Президиума Верховного Совета Киргизской ССР[2];
- Медаль «В ознаменование 100-летия со дня рождения Владимира Ильича Ленина»[2];
- Государственная премия имени Токтогула Сатылганова (2000)[5][7].